# Escuela del Sentido Común
La Escuela del Sentido Común fue una corriente filosófica nacida en Escocia en el siglo XVIII que, frente al empirismo de David Hume y su aceptación por parte de Kant, proponía que la percepción que tenemos del mundo se corresponde con el estado de las cosas en la realidad. Esta corriente influyó de modo especial en la psicología norteamericana antes de la aparición del estructuralismo y el funcionalismo.

## Tesis principal
Según el empirismo británico, la filosofía no puede ir más allá de la percepción sensorial, a partir de la cual se originaría todo conocimiento. Kant, a su vez, niega que podamos tener acceso a una realidad más allá de nuestros propios esquemas mentales y perceptivos.
Ante estas posturas, surgen intelectuales como Thomas Reid que defienden que los sentidos nos procuran el acceso a la realidad, apelando para ello al sentido común frente a un escepticismo que estimaban innecesario.
Según la Escuela del Sentido Común, la psicología se ocuparía de estudiar las facultades que nos permiten el contacto directo con la realidad.

## Críticas
Tanto el estructuralismo como el funcionalismo consideraron problemático, desde el punto de vista de la psicología experimental, el hecho de que la psicología tuviera que considerar la existencia de facultades internas que se suponían reales. El funcionalismo apuesta por estudiar los procesos psicológicos, y el estructuralismo decide eliminar la referencia a las facultades definiendo la mente en términos de experiencia sensitiva, retomando así el testigo del empirismo inglés para aplicarlo al contexto norteamericano. 

## La vuelta al sentido común
A partir de la segunda década del siglo XX, algunos autores hacen notar la artificialidad de algunos supuestos fundamentales comunes a la tradición exprimentalista de la psicología alemana y al conductismo americano, entre ellos, lo que Max Wertheimer (uno de los principales impulsores de la Gestalt) denominó la "hipótesis del mosaico" y la "hipótesis de la asociación", que presuponen que los fenómenos mentales complejos son la suma de contenidos elementales de carácter sensitivo, que se asocian debido a factores extrínsecos. Wertheimer pensaba que esto se da solo en situaciones muy concretas construidas en el laboratorio, pero que no podía ser generalizado a la experiencia directa, inmediata, indenua y pre-teórica del hombre de la calle.
A la vez, Wolfgang Köhler reprochaba al estructuralismo y al conductismo su pretensión de cuantificarlo todo tratando de emular a las ciencias físicas, las cuales, sin embargo, antes de llegar a su madurez, habían pasado por etapas más intuitivas. Así, advertía de los peligros de una "cuantificación prematura" de la psicología.
Se reivindicaba, de esta manera, una vuelta a la experiencia del sentido común, según la cual, las personas no perciben matices sensoriales, sino cosas u objetos dotados de unidad y sentido.
Estas nuevas propuestas no significaban, sin embargo, una "vuelta atrás". Estos autores darán lugar a una interpretación que, pasando por los aportes de autores como Franz Brentano, Edmund Husserl, Ernst Mach o Christian von Ehrenfels, va mucho más allá, originando una nueva escuela bien diversa denominada escuela de la Gestalt. En cualquier caso, esta escuela no defiende una "psicología de las facultades mentales", sino de la experiencia. Además, sostienen que no corresponde a la psicología dilucidar si las cosas percibidas tienen una realidad más allá de la experiencia (tarea más bien de la metafísica), sino centrarse en esa experiencia tal como se da, sin desvirtuarla.